# Hesperidanthus jaegeri
Hesperidanthus jaegeri là một loài thực vật có hoa trong họ Cải. Loài này được (Rollins) Al-Shehbaz mô tả khoa học đầu tiên năm 2005.